# William Talbot (évêque)
William Talbot (1658 - 10 octobre 1730) est un évêque anglican anglais. Il est évêque d'Oxford de 1699 à 1715, évêque de Salisbury de 1715 à 1722 et évêque de Durham de 1722 à 1730.

## Biographie
Fils de William Talbot de Lichfield, et de sa femme Mary, fille de Thomas Stoughton de Whittington, Worcestershire, il est né au château de Stourton, Staffordshire, vers 1659. Il est immatriculé à l'Oriel College en mars 1674 et obtient son BA en 1677 et son MA en 1680.
Son premier poste est le presbytère de Burghfield, Berkshire (1682), nommé par son parent, Charles Talbot (1er duc de Shrewsbury). Le doyenné de Worcester est vacant après la déchéance de George Hickes en tant que non-jureur, et l'influence de Shrewsbury assure la nomination de Talbot en avril 1691. Hickes rédige une protestation (le 2 mai) revendiquant un "droit légal", qu'il appose à l'entrée du chœur de la cathédrale de Worcester. John Tillotson donne ensuite à Talbot (8 juin) un diplôme Lambeth de DD.
En 1699, Talbot succède à John Hough comme évêque d'Oxford (consacré le 24 septembre), conservant son doyenné en commende. Lors du débat à la Chambre des lords qui suit le procès (1710) d'Henry Sacheverell, il est l'un des quatre évêques qui parlent pour sa condamnation. Sa charge de 1712 maintient la validité du baptême laïc contre Roger Laurence. En 1718, il est nommé Doyen de la Chapelle royale. Le 23 avril 1715, il est transféré au siège de Salisbury et démissionne du doyenné de Worcester .
À Salisbury, par l'intermédiaire de son fils Edward Talbot, il est mis en relation avec Thomas Rundle, Joseph Butler et Thomas Secker, qu'il aide tous par son patronage. À la mort de Nathaniel Crew, Talbot est transféré (12 octobre 1721) au siège de Durham. Il y devient impopulaire en faisant la promotion (février 1723) d'un projet de loi autorisant les évêques à accorder de nouveaux baux miniers sans le consentement des chapitres. Le projet de loi est atténué à la Chambre des communes, mais Talbot, au fil du temps, gère le chapitre par l'intermédiaire des prébendiers de sa nomination. Il subit une nouvelle impopularité en avançant les amendes sur ses propres baux et en recommandant l'exemple au chapitre. Ses dépenses abondantes le laissent régulièrement à court d'argent.
Talbot meurt à Hanover Square, Londres, le 10 octobre 1730, et est enterré le 14 octobre à St. James's, Westminster  .

## Œuvres
Talbot publie des sermons uniques (1691–1717), son discours dans les Lords sur l'affaire Sacheverell (1710), deux accusations (1712–17) et une circulaire au clergé de Salisbury dirigeant des collectes pour les Moraves (1716). Son volume de Douze Sermons (1725 et 1731) suit la théologie de Samuel Clarke.

## Famille
Talbot a deux sœurs, Frances Talbot et Catherine Talbot. Son père est un descendant de Sir Gilbert Talbot et Elizabeth Knollys.
Il épouse une fille de Crispe, un avocat à Chipping Norton, Oxfordshire, décédé sans descendance; et se remarie à Catharine (décédée le 23 novembre 1730), fille de l'échevin Richard King de Londres, dont il a huit fils et plusieurs filles  dont:
- Charles Talbot (1er baron Talbot) (vers 1685 - 1737)
- Vénérable Edward Talbot (vers 1693 - 1720), archidiacre de Berkshire. Il épouse Mary (décédée en 1784), fille de George Martyn, prébendier de Lincoln et sont les parents de Catherine Talbot [3]
- Major-général Sherrington Talbot (vers 1699 - ?), père de Sir Charles Henry Talbot, 1er baronnet

Leur fille, Henrietta Maria, épouse Charles Trimnell, évêque de Winchester .